# 1671

## Esdeveniments

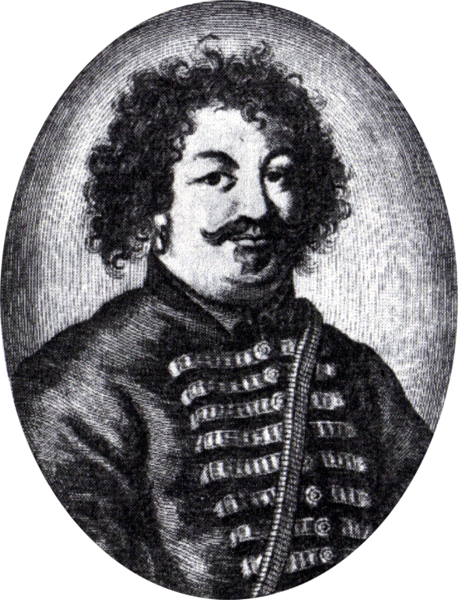
Stenka Razin

- 22 de maig: fundació de Versalles, prop de París, per carta atorgada del rei Lluís XIV de França.[1]
- 16 de juny: Stepan Timofeièvitx Razin, conegut com a Stenka Razin, cap de la revolta dels cosacs del Don, va ser esquarterat a la plaça Roja de Moscou, un any després d'haver estat derrotat i fet presoner a Simbirsk. Razin no tenia un objectiu polític definit i la rebel·lió anava dirigida més aviat contra boiars, mercaders i clergat, havia obtingut diversos èxits militars -com per exemple convertir Astracan en una república cosaca- fins que va ser derrotat.[2]
- Revoltes a l'Índia contra els mongols
- Guerra entre l'Imperi Otomà i Polònia

## Naixements
- 21 d'abril, Edimburg, Regne d'Escòcia: John Law, economista escocès (m. 1729).[3]
- 8 de maig, Barcelona: Pere Serra i Postius, historiador barceloní (m. 1748).[4]
- 8 de juny, Venècia: Tomaso Giovanni Albinoni, compositor italià de música barroca (m. 1751).[5]
- 30 de juny, Fermo (Estats Pontifícis): Teodorico Pedrini, sacerdoot i músic, missioner a la Xina durant els primers anys de la dinastia Qing. (m. 1746).[6]

## Necrològiques
- 25 d'abril, Canton (Xina): Francesco Brancati, jesuïta italià, missioner a la Xina (n. 1607).[7]